# Наводнение Всех святых (1170)

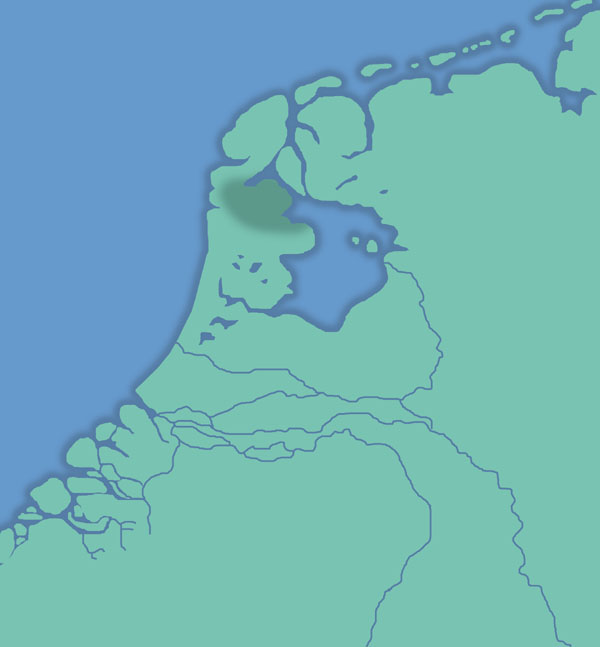
Карта наводнения

Наводнение Всех святых (нидерл. Allerheiligenvloed) — катастрофическое наводнение в Нидерландах, произошедшее с 1 по 2 ноября 1170 года. В результате него оказалась затоплена большая часть современной провинции Северная Голландия. 
Поднявшаяся вода прошла со стороны Северного моря и попала во Флевонское озеро (лат. Lacus Flevo), после чего оно стало солёным озером Зёйдерзее. Наводнение уничтожило Крейлерский лес и множество торфяников.
Наводнение значительно ускорило размывание береговой линии и век спустя, в 1287 году, в ходе другого катастрофического наводнения Святой Люсии песчаный берег был разрушен и Зёйдерзе окончательно превратилось в солоноводный морской залив. Зёйдерзе существовал в своих границах от конца XIII века вплоть до XX века, когда в ходе одноимённого масштабного проекта Зёйдерзе он был отгорожен дамбой от моря и частично осушен. Сейчас остатки залива являются пресноводным озером Эйсселмер.